# Primera División 1962 (Chili)
In 1962 werd het 30ste seizoen gespeeld van de Primera División, de hoogste voetbalklasse van Chili. Universidad de Chile werd kampioen.  

## Eindstand
| Plaats | Club                 | Wed. | W  | G  | V  | Saldo  | Ptn. |
| ------ | -------------------- | ---- | -- | -- | -- | ------ | ---- |
| 1      | Universidad de Chile | 34   | 21 | 8  | 5  | 100:48 | 50   |
| 2      | Universidad Católica | 34   | 22 | 6  | 6  | 78:47  | 50   |
| 3      | Colo-Colo            | 34   | 17 | 7  | 10 | 94:67  | 41   |
| 4      | Deportes La Serena   | 34   | 17 | 7  | 10 | 67:58  | 41   |
| 5      | Unión Española       | 34   | 15 | 8  | 11 | 63:50  | 38   |
| 6      | Santiago Morning     | 34   | 13 | 11 | 10 | 53:51  | 37   |
| 7      | Santiago Wanderers   | 34   | 12 | 11 | 11 | 50:51  | 35   |
| 8      | Everton              | 34   | 10 | 15 | 9  | 53:55  | 35   |
| 9      | Unión San Felipe (P) | 34   | 10 | 11 | 13 | 54:54  | 31   |
| 10     | Audax Italiano       | 34   | 8  | 14 | 12 | 54:61  | 30   |
| 11     | O'Higgins            | 34   | 8  | 14 | 12 | 54:66  | 30   |
| 12     | Unión La Calera (P)  | 34   | 12 | 5  | 17 | 52:63  | 29   |
| 13     | Ferrobádminton       | 34   | 8  | 13 | 13 | 45:61  | 29   |
| 14     | Magallanes (P)       | 34   | 9  | 11 | 14 | 41:62  | 29   |
| 15     | Rangers              | 34   | 10 | 8  | 16 | 42:53  | 28   |
| 16     | Palestino            | 34   | 7  | 14 | 13 | 45:60  | 28   |
| 17     | San Luis             | 34   | 8  | 10 | 16 | 49:66  | 26   |
| 18     | Green Cross          | 34   | 9  | 7  | 18 | 58:79  | 25   |

|     | Finale titel |
|     | Degradatie   |
| (P) | Promovendus  |

### Finale
|                      |                                                                                                |       |                                                                 |                                                                                          |
| 16 maart 1963 Finale | Universidad de Chile                                                                           | 5 – 3 | Universidad Católica                                            | Estadio Nacional, Santiago de Chile Toeschouwers: 74.163 Scheidsrechter: Domingo Massaro |
| 16 maart 1963 Finale | Carlos Campos 12' Carlos Campos 29' Ernesto Álvarez 52' Ernesto Álvarez 68' Leonel Sánchez 87' |       | 41' Armando Tobar Alberto Fouillioux 49' Alberto Fouillioux 80' | Estadio Nacional, Santiago de Chile Toeschouwers: 74.163 Scheidsrechter: Domingo Massaro |